# 사천 흥사리 매향비
사천 흥사리 매향비(泗川 興士里 埋香碑)은 경상남도 사천시 곤양면 흥사리에 있는 고려시대의 비석이다. 1978년 3월 8일 대한민국의 보물 제614호로 지정되었다.

## 개요
매향(埋香)이란 하늘과 땅의 신을 모시기 위해 향나무를 땅에 묻거나 향을 피우는 의식을 말하며, 이 때 의식을 행하는 과정 및 시기와 관련집단 등을 기록한 비를 매향비라고 한다.
비는 거의 다듬지 않은 자연석을 사용하여 비문을 새겨 놓았는데, 표면의 굴곡이 심하다. 글자 크기가 같지 않고 가로·세로도 잘 맞지 않으며, 글자수 또한 각 행마다 같지 않다. 다만 글자체에 예스러움이 담겨 있어 당시 지방의 글씨체를 엿볼 수 있다.
판독된 내용에 의하면, 고려 후기 사회가 혼란하던 때에 불교 승려들을 중심으로 4,100여 명이 계(契)를 조직하여, 왕의 만수무강, 나라의 부강, 백성의 평안 등을 기원하기 위해 이 곳에서 매향의식을 치렀다 한다.
비문은 승려 달공이 짓고, 수안이 썼으며, 김용이 새긴 것으로, 고려 우왕 13년(1387)에 세워졌다. 건립목적과 세운 연대가 확실한 비로, 잊혀진 우리의 옛 민속을 알려주고 고려 후기 사회의 한 단면을 보여주는 귀한 자료이다.

## 같이 보기
- 매향
- 계(契)

## 참고 자료
- 사천 흥사리 매향비 - 국가유산청 국가유산포털